# Dachenhausenpalais

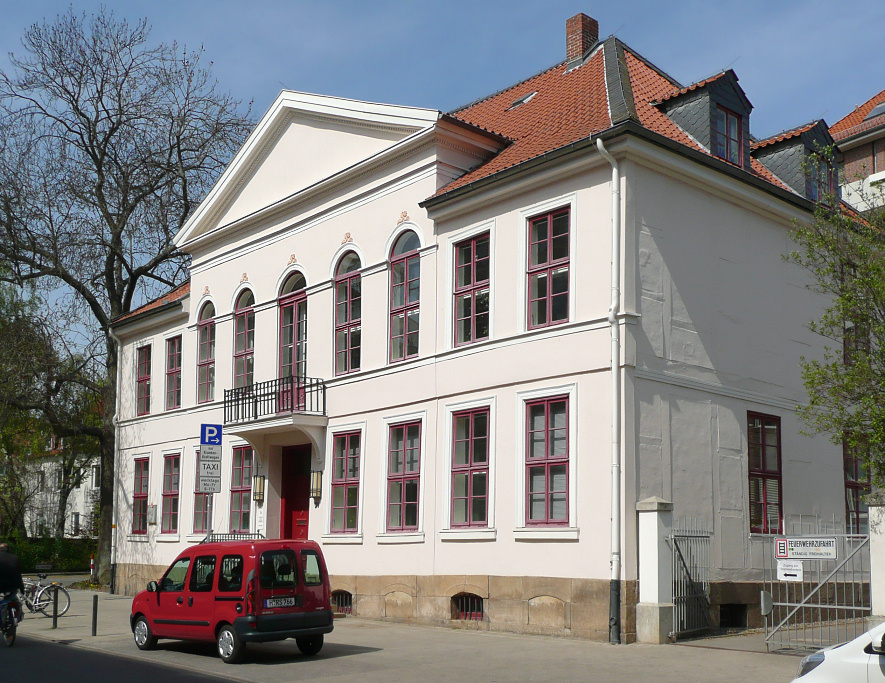
Dachenhausenpalais

Rosenumkränzt: Max und Liesel Meyer im Sonntagsstaat bei der Promenade vor dem Haus „Calenbergerstrasse 43“;
Exlibris von Hanna E. Stern, 19. Jahrhundert

Das Dachenhausenpalais in Hannover ist das einzige erhaltene ehemalige Adelspalais im Stadtteil Calenberger Neustadt. Es ist heute im Besitz des Friederikenstifts.

## Baugeschichte
Der zweigeschossige Bau in der Calenberger Straße 34 wurde vor 1800 erbaut und 1830 unter Hinzufügung einer klassizistischen Putzfassade erneuert (Sanierung 1992).

## Nutzung
Das Palais war 1814 Wohn- und Amtssitz des Gerichtsschulzen und Bürgermeister der Calenberger Neustadt, Johann Friedrich Kaufmann. Von 1814 bis 1830 war es Sitz der Familien von der Decken, dann bis 1843 Wohnsitz von Kielmannsegge und des Landdrosts Friedrich Wilhelm von Dachenhausen, nach dem das Haus seinen Namen erhielt.
1856 erwarb Louis Ephraim Meyer das Palais und richtete hier die Geschäftsräume für das Bankhaus Ephraim Meyer & Sohn ein. Bis 1862 wohnte und amtierte hier auch der Landrabbiner Samuel Ephraim Meyer.
Nach dem Zusammenbruch des Bankhauses 1926 erwarb der Frauenverein für Armen- und Krankenpflege als Träger des Friederikenstifts das Palais. Pläne zum Abriss und zur Neubebauung scheiterten am Einspruch der Denkmalpflege. Der Frauenverein vermietete das Haus 1950 an die
Evangelisch-lutherische Landeskirche Hannovers, die dort den Amtssitz für Landesbischof Hanns Lilje einrichtete. Ab 1968 nutzten Einrichtungen des Friederikenstifts das Gebäude. Zeitweilig war es auch Sitz des Amts für Bau- und Kunstpflege der hannoverschen Landeskirche.